# Main River (Conception Bay)
Main River är ett vattendrag i Kanada.   Det ligger i provinsen Newfoundland och Labrador, i den östra delen av landet, 1 800 km öster om huvudstaden Ottawa.
I omgivningarna runt Main River växer i huvudsak blandskog. Runt Main River är det ganska tätbefolkat, med 172 invånare per kvadratkilometer.